# Bassinoire
 (décembre 2010).
Si vous disposez d'ouvrages ou d'articles de référence ou si vous connaissez des sites web de qualité traitant du thème abordé ici, merci de compléter l'article en donnant les références utiles à sa vérifiabilité et en les liant à la section « Notes et références ».

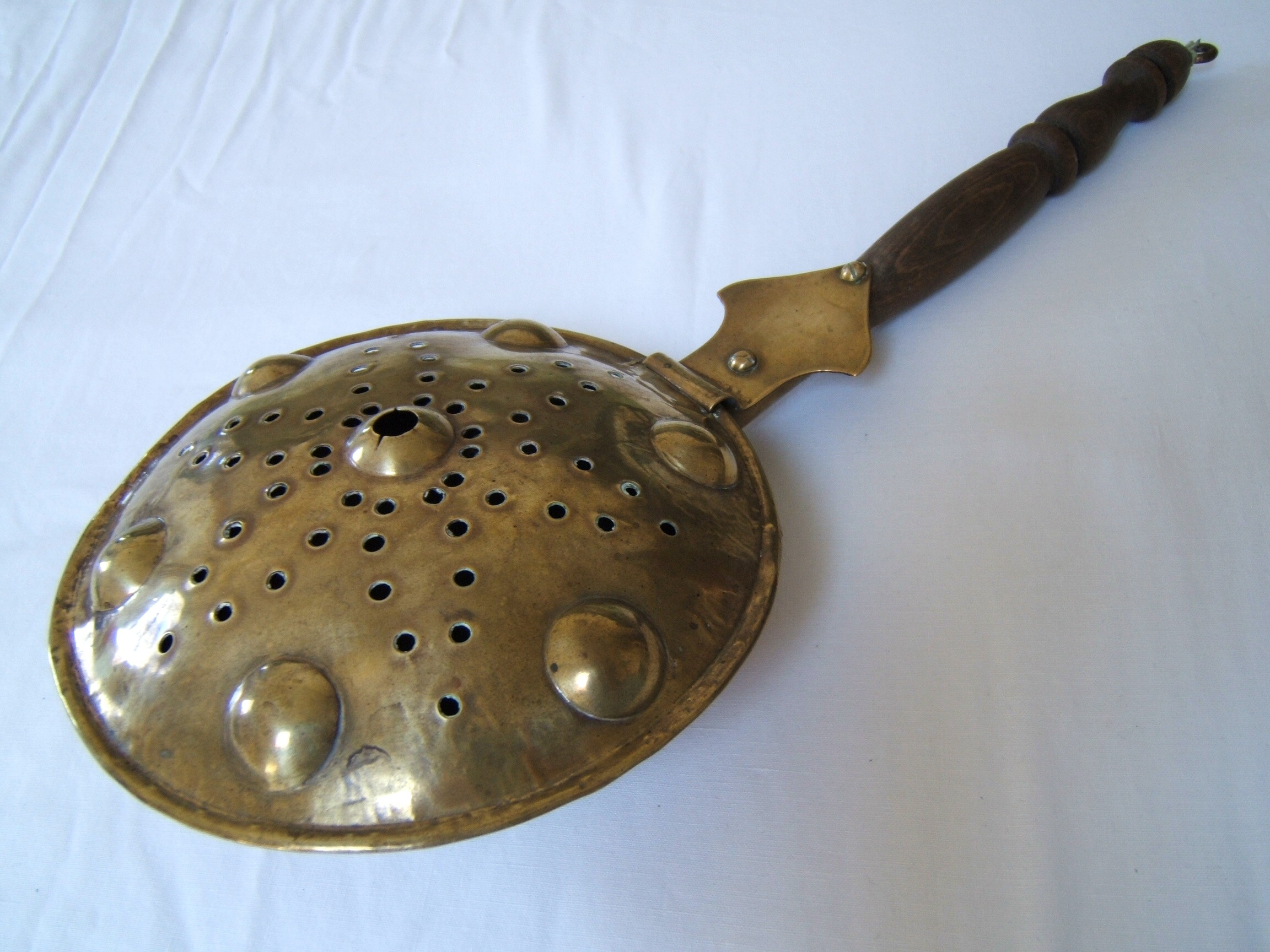
Bassinoire néerlandaise.

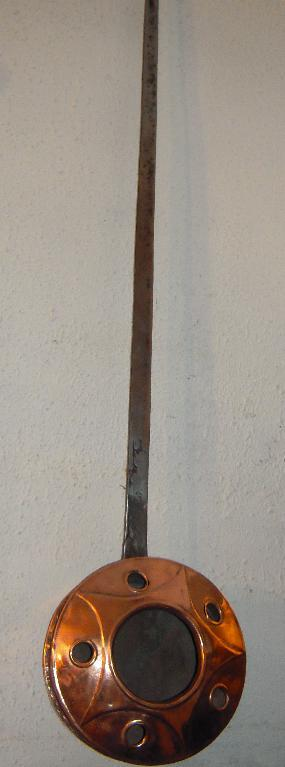
Bassinoire française en cuivre avec manche de fer.

La bassinoire, ou chauffe-lit, est un ancien ustensile ménager que l'on trouvait souvent à la campagne jusque dans les années 1950 en Europe. Il s'agissait d'une petite bassine à couvercle perforé, en métal (habituellement en cuivre, bon conducteur de chaleur et facile à mettre en forme), au bout d'un manche de 40 cm à 1,20 m. Le soir, avant de se coucher, les habitants prenaient des braises dans le foyer, le fourneau ou la cuisinière, les mettaient dans la bassinoire et la passaient à l'intérieur des lits pour les réchauffer et éliminer l'humidité. Si la bassinoire y était laissée trop longtemps, elle pouvait mettre le feu à la literie.

Le mouvement monotone de la bassinoire passée sous les draps de lit, portant sur les nerfs, serait à l'origine du verbe « bassiner » dans son sens argotique d'ennuyer fortement. La conversation de quelqu’un qui vous bassine produit sur les nerfs l'effet du mouvement monotone de la bassinoire passée et repassée sur les draps de lit pour les chauffer. 